# Isoperla orobica
Isoperla orobica is een steenvlieg uit de familie Perlodidae. De wetenschappelijke naam van de soort is voor het eerst geldig gepubliceerd in 1975 door Ravizza.